# フェセンジャーン

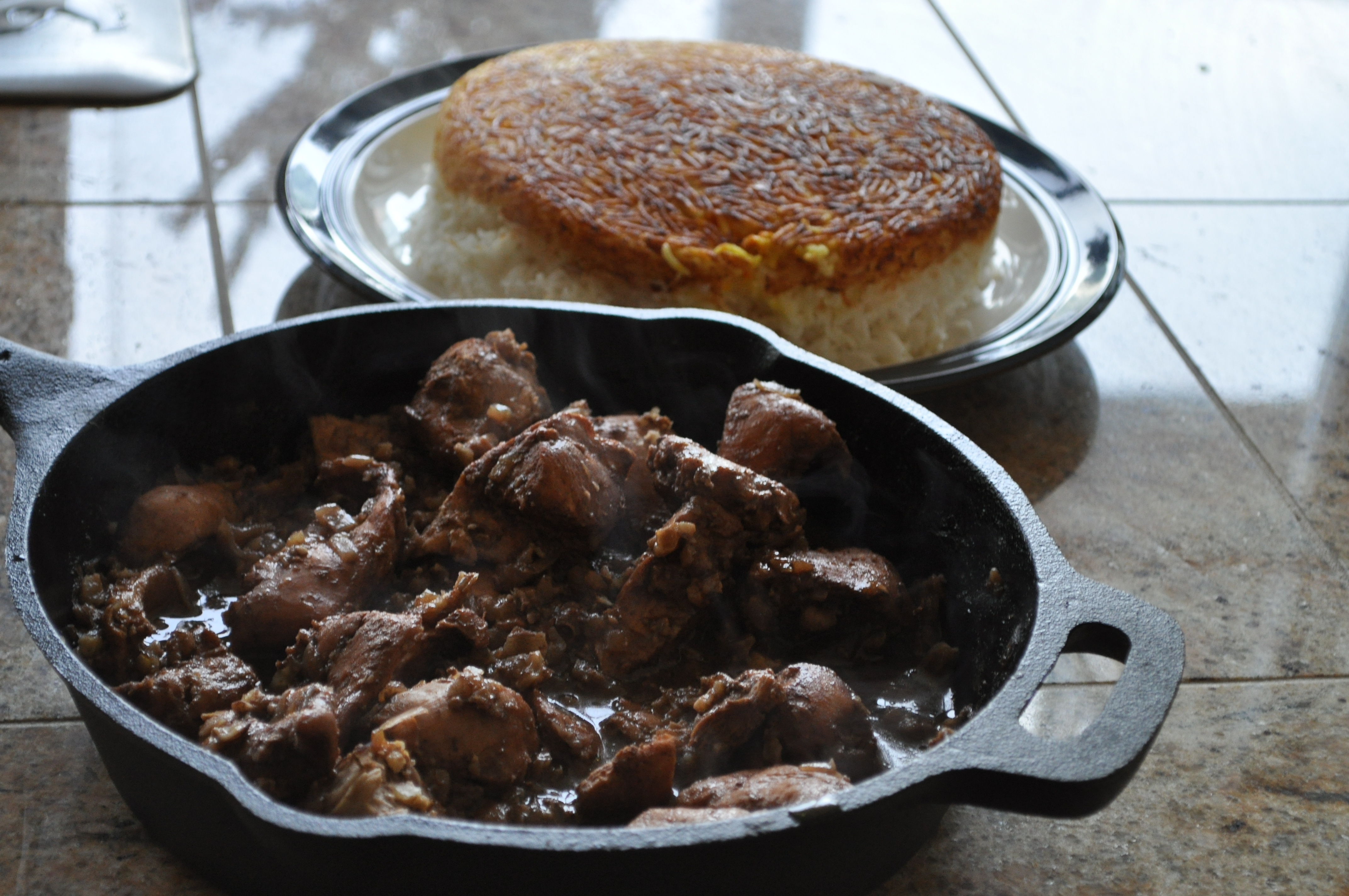
炊き上げた白米とフェセンジャーン

フェセンジャーン（ペルシア語: خورش فسنجان, Khoresh-e fesenjān）は、イラン料理のザクロとくるみの煮込み料理。イラン料理における「ご馳走」の一つである。
ザクロのジュースとクルミの果肉を使用した、濃厚な鶏肉のホレシュ（シチュー）である。高級品のフェセンジャーンには、七面鳥か野ガモの肉が使われる。
料理の外見はあまり良くないが、クルミの渋みとザクロの酸味が合わさって複雑な味わいを生み出している。炊き上げた白米（チェロウ）と合わせて食べられる。イランでは、食材を「熱」と「冷」に分け、この二つをバランス良く摂取することが好ましいとされている。「熱」である胡桃と「冷」であるザクロが入ったフェセンジャーンは理想的な食事である。